# Colobosauroides
Colobosauroides — рід ящірок родини гімнофтальмових (Gymnophthalmidae). Представники цього роду є ендеміками Бразилії.

## Види
Рід Colobosauroides нараховує 2 види:
- Colobosauroides carvalhoi M. Soares & Caramaschi, 1998
- Colobosauroides cearensis da Cunha, Lima-Verde & Lima, 1991

## Етимологія
Наукова назва роду Colobosauroides походить від сполучення наукової назви роду Colobosaura Boulenger, 1887 і суффікса дав.-гр. οιδης — той, що нагадує.